# Breakfast in America
Breakfast in America är ett musikalbum från 1979 av den brittiska rockgruppen Supertramp. Albumet blev gruppens största försäljningssuccé med singlar som The Logical Song, Take the Long Way Home, Goodbye Stranger och titelspåret. Till skillnad från gruppens tidigare album var det här poporienterat och radiovänligt.
Skivan tilldelades två Grammys i kategorierna "bästa omslag" och "bäst inspelade album", och var även nominerat i kategorin "årets album".

## Låtlista
Alla låtar är skrivna av Rick Davies och Roger Hodgson.
Sida 1:
1. "Gone Hollywood" - 5:19
2. "The Logical Song" - 4:10
3. "Goodbye Stranger" - 5:50
4. "Breakfast in America" - 2:39
5. "Oh Darling" - 4:02

Sida 2:
1. "Take the Long Way Home" - 5:08
2. "Lord Is It Mine" - 4:09
3. "Just Another Nervous Wreck" - 4:25
4. "Casual Conversations" - 2:58
5. "Child of Vision" - 7:28

## Medverkande
- Rick Davies - keyboard, sång
- John Helliwell - saxofon, sång, träblås
- Roger Hodgson - gitarr, keyboard, sång
- Bob Siebenberg - trummor
- Dougie Thomson - bas
- Slyde Hyde - trombon, tuba

## Listplaceringar
| Lista (1979)   | Position              |
| -------------- | --------------------- |
| Australien     | 1 (Kent Music Report) |
| Finland        | 23                    |
| Frankrike      | 1                     |
| Japan          | 2 (Oricon)            |
| Kanada         | 1 (RPM)               |
| Nederländerna  | 1                     |
| Norge          | 1 (VG-lista)          |
| Nya Zeeland    | 1                     |
| Spanien        | 1                     |
| Storbritannien | 3 (UK Albums Chart)   |
| Sverige        | 2 (Topplistan)        |
| USA            | 1 (Billboard 200)     |
| Västtyskland   | 1                     |
| Österrike      | 1                     |